# Karula nationalpark
Karula nationalpark är en nationalpark i södra Estland på gränsen mellan landskapen Valgamaa och Võrumaa. Nationalparkens område skyddades 1979 och blev nationalpark 1993.
Området karaktäriseras av den kuperade terrängen, de många sjöarna, den biologiska mångfalden och traditionellt kulturlandskap. Floran är rik och inkluderar många rödlistade arter i Estland, som baltnycklar, tibast och rutlåsbräken, den senare finns bara på tre platser i Estland, varav Karula är en. Faunan består även av ovanliga och hotade arter som dammfladdermus, mindre skrikörn och svart stork. Däggdjur som älg, lodjur och iller är vanliga.

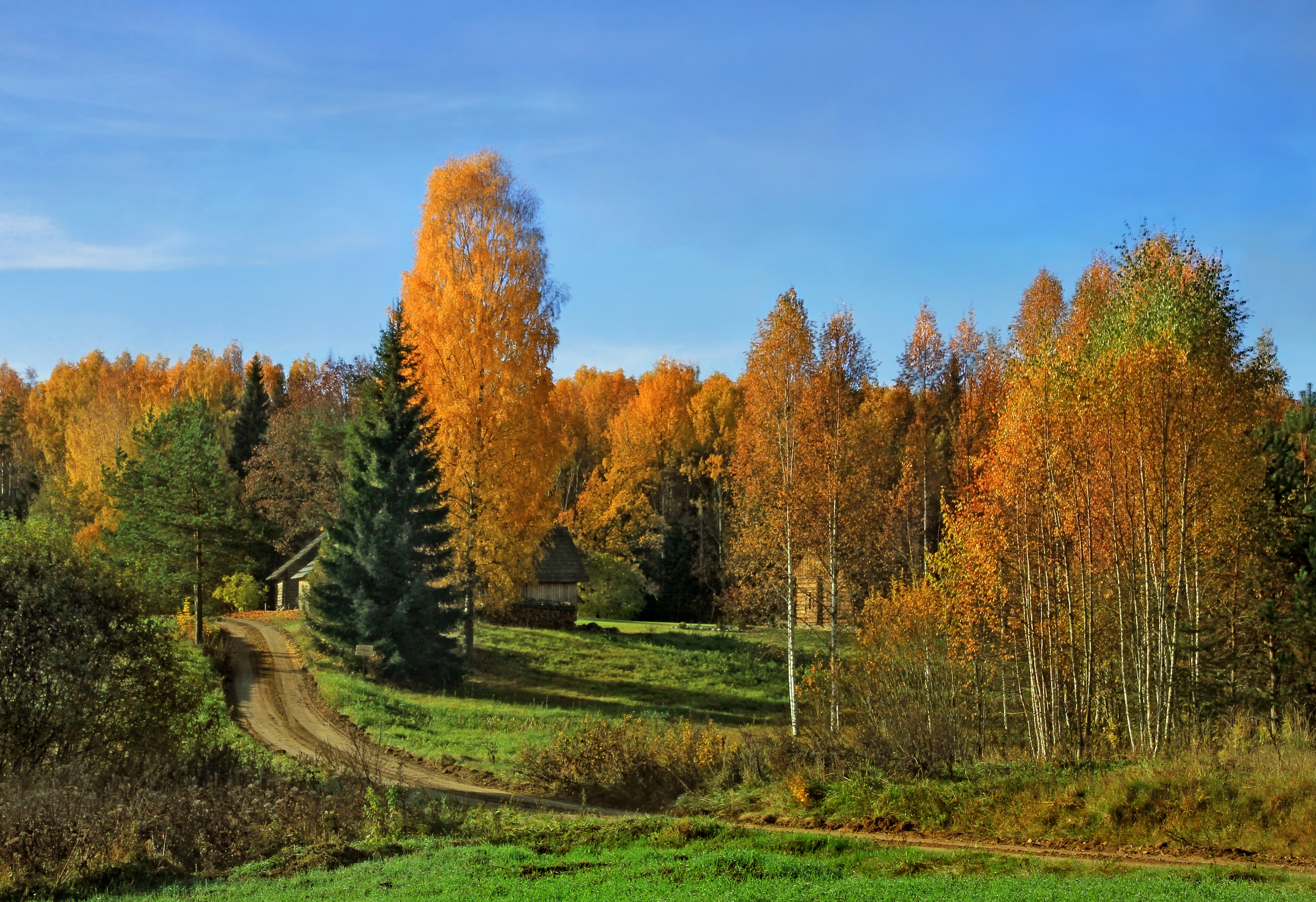
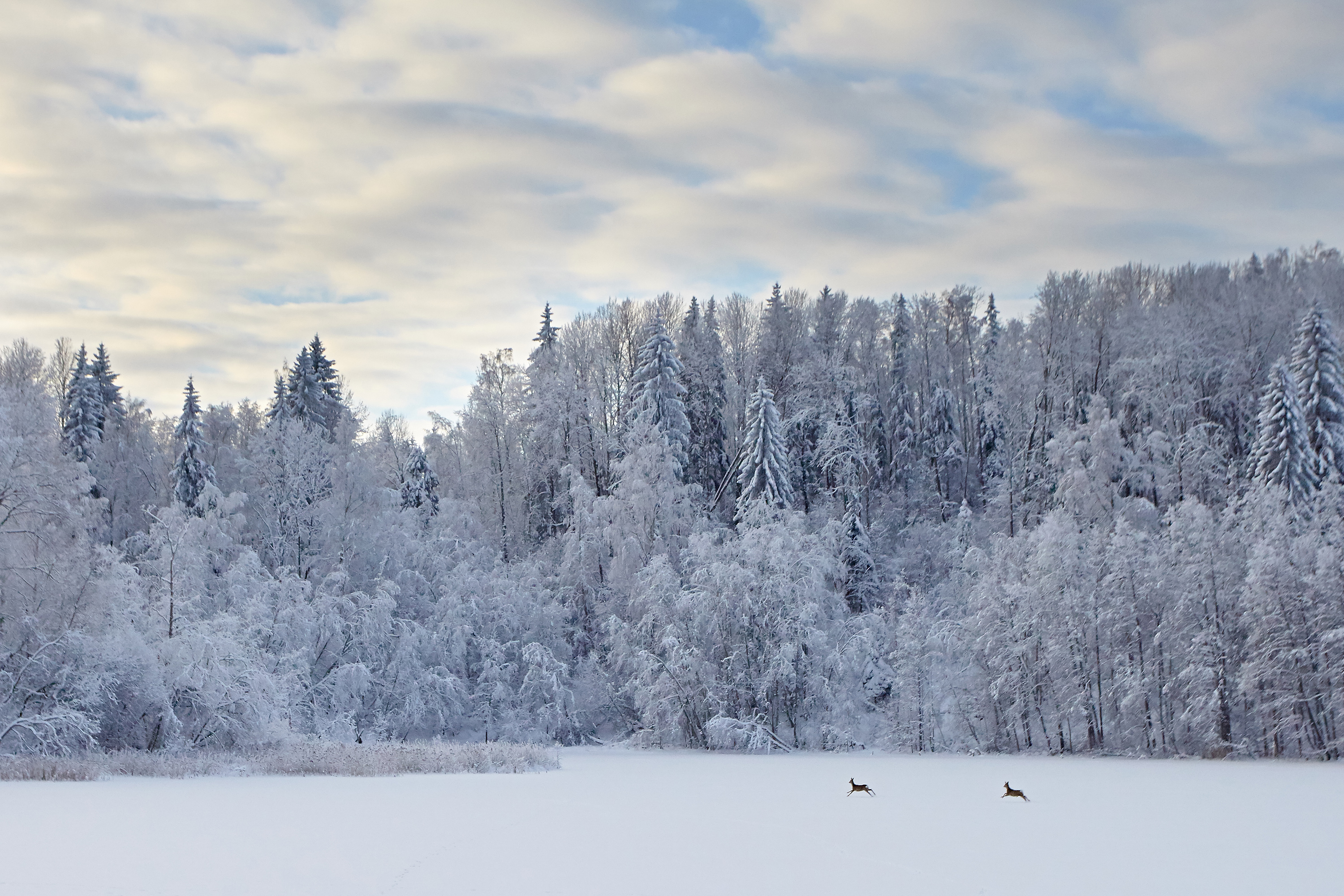
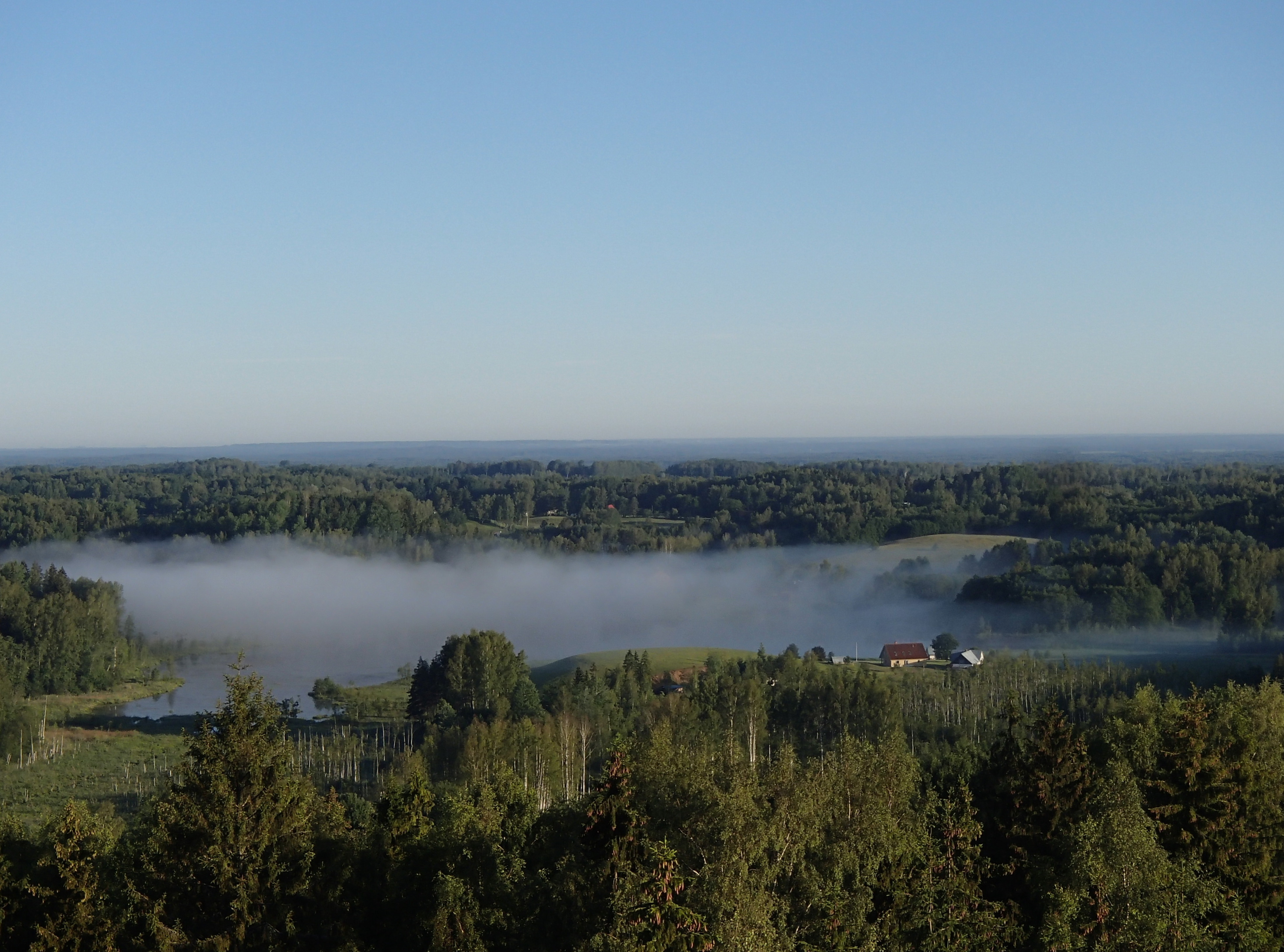
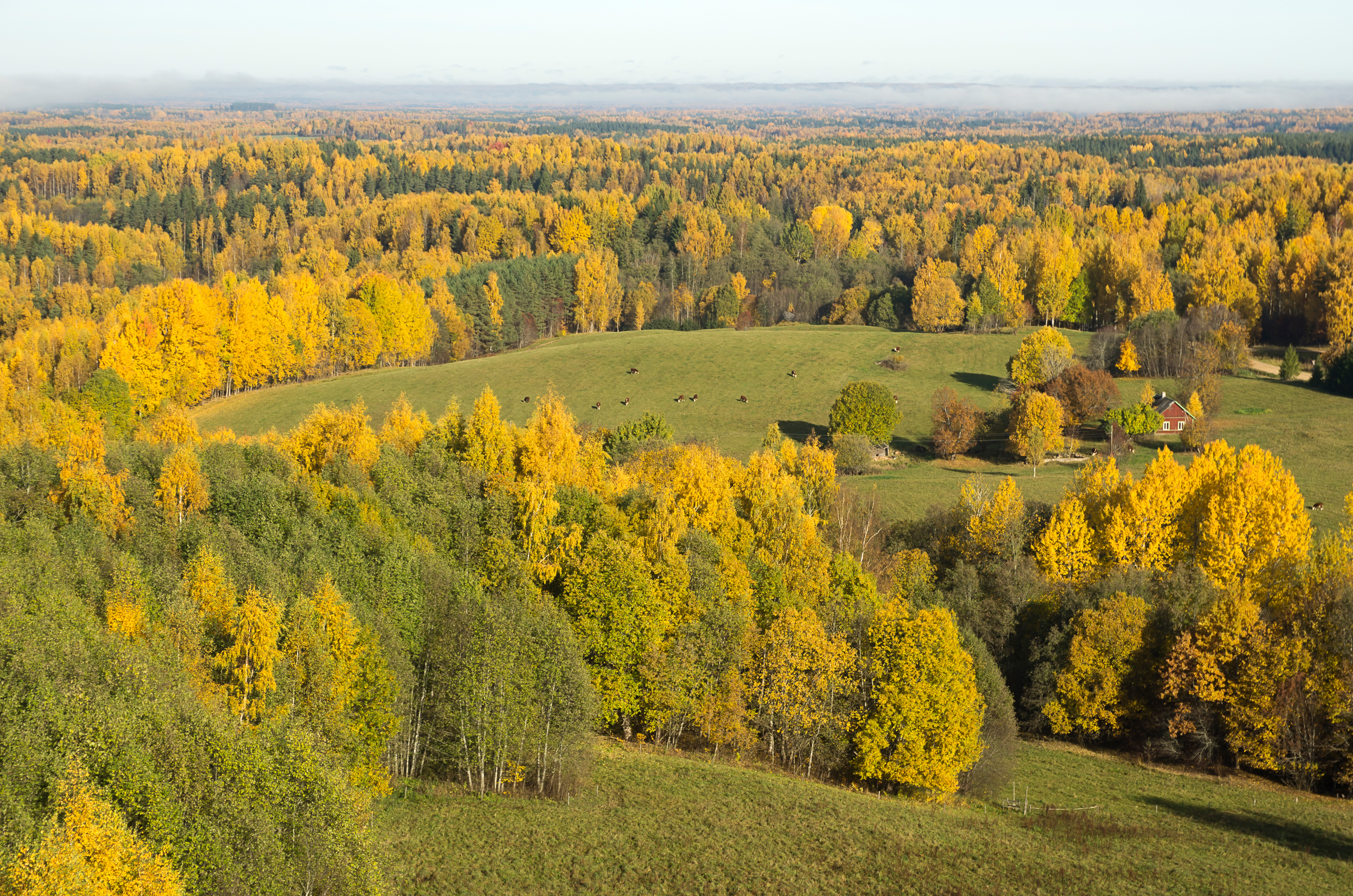